# Kteniás Óros
Kteniás Óros är ett berg i Grekland.   Det ligger i regionen Peloponnesos, i den södra delen av landet, 120 km väster om huvudstaden Aten. Toppen på Kteniás Óros är 1 346 meter över havet.
Terrängen runt Kteniás Óros är kuperad västerut, men österut är den bergig. Runt Kteniás Óros är det ganska tätbefolkat, med 86 invånare per kvadratkilometer. Närmaste större samhälle är Tripoli, 13,4 km sydväst om Kteniás Óros. Trakten runt Kteniás Óros består i huvudsak av gräsmarker.